# Premio a la Música Nacional Presidente de la República

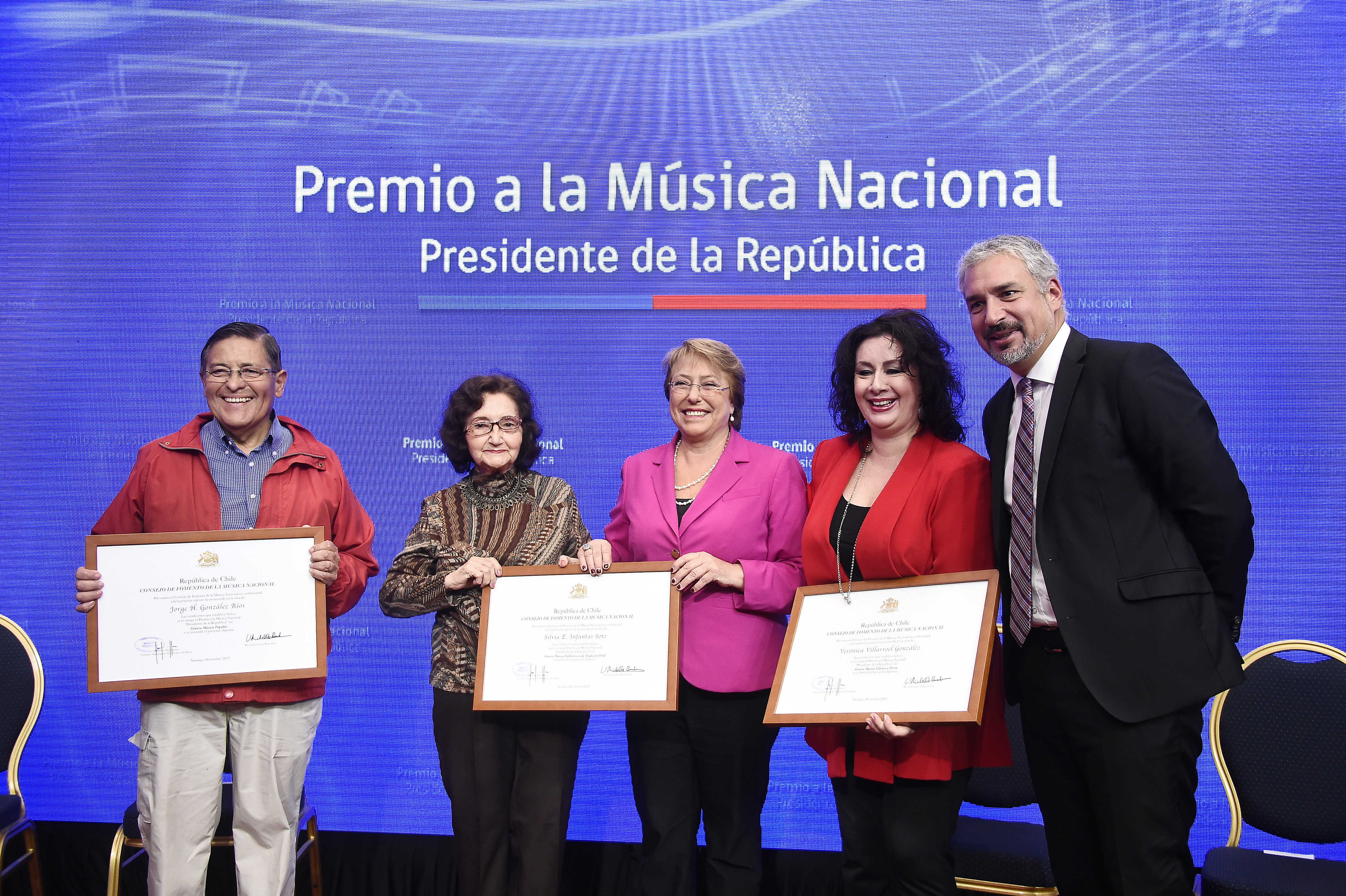
Ceremonia de entrega del premio en su versión 2015.

El Premio a la Música Nacional Presidente de la República es un premio chileno entregado anualmente a diversas personas que hayan realizado aportes a la música chilena. Es organizado por el Consejo de Fomento de la Música Nacional, dependiente del Ministerio de las Culturas, las Artes y el Patrimonio.
El premio comprende un diploma firmado por el presidente de la República y suscrito, además, por el presidente del Consejo de Fomento de la Música Nacional, y una suma única ascendente a 270 UTM.

## Historia
Desde su nacimiento en 1999, el premio se compuso por tres menciones: «Música Popular», «Música Clásica o Docta» y «Música de Raíz Folclórica», y era atribución del Ministerio de Educación de Chile. En 2004, el premio fue regulado por la Ley N° 19.928 sobre fomento de la música chilena, pasando a ser atribución del Consejo de Fomento de la Música Nacional. Dicho cuerpo legal agregó dos categorías: «Edición Musical» y «Producción Fonográfica».
En diciembre de 2019, en medio del estallido social por el que atravesaba el país, el Consejo de Fomento de la Música Nacional declaró desierto el premio. Uno de los miembros del Consejo expresó que se debía a la impopularidad del presidente Sebastián Piñera, y al anuncio de varios de los postulantes de que rechazarían el premio en caso de ser galardonados.

## Galardonados
| Año  | Categorías                                         | Categorías                                 | Categorías                                 | Categorías                                 | Categorías                                 |
| Año  | Música docta                                       | Música folclórica                          | Música popular                             | Edición musical                            | Producción fonográfica                     |
| ---- | -------------------------------------------------- | ------------------------------------------ | ------------------------------------------ | ------------------------------------------ | ------------------------------------------ |
| 1999 | Jaime de la Jara                                   | Pedro Yánez                                | Pablo Herrera                              | Categoría inexistente                      | Categoría inexistente                      |
| 2000 | Fernando García                                    | Amador Cárdenas                            | Palmenia Pizarro                           | Categoría inexistente                      | Categoría inexistente                      |
| 2001 | Cirilo Vila                                        | Tito Fernández                             | Inti-Illimani                              | Categoría inexistente                      | Categoría inexistente                      |
| 2002 | Fernando Rosas Pfingsthorn                         | Quelentaro                                 | Vicente Bianchi                            | Categoría inexistente                      | Categoría inexistente                      |
| 2003 | Luis Advis                                         | Illapu                                     | Los Jaivas                                 | Categoría inexistente                      | Categoría inexistente                      |
| 2004 | Orquesta Sinfónica de la Universidad de Concepción | Santos Rubio                               | Valentín Trujillo                          | Luis Advis                                 | Warner Music Chile                         |
| 2005 | Alejandro Guarello                                 | Hernán Núñez Oyarce Luis Hernán Araneda    | Tommy Rey                                  | Sello Azul                                 | Peer Music                                 |
| 2006 | Miguel Aguilar                                     | Carlos Medel                               | Congreso                                   | EMI Music Publishing                       | Sello Alerce                               |
| 2007 | Luis Orlandini                                     | Isabel Parra Ángel Parra                   | Los Tres                                   | Universal Music Publishing                 | Oveja Negra                                |
| 2008 | Coro Sinfónico de la Universidad de Chile          | Hiranio Chávez                             | Manuel García                              | Declarado desierto                         | Declarado desierto                         |
| 2009 | Juan Pablo Izquierdo                               | Patricio Manns                             | Chancho en Piedra                          | Sony/ATV                                   | SVR Producciones                           |
| 2010 | Guillermo Rifo                                     | Eleodoro Campos                            | Jorge Pedreros                             | Declarado desierto                         | Rodrigo Cepeda                             |
| 2011 | Orquesta Sinfónica de Chile                        | Sergio Sauvalle                            | Buddy Richard                              | Declarado desierto                         | EMI Odeón Chilena                          |
| 2012 | Eduardo Cáceres                                    | Los Huasos Quincheros                      | José Alfredo Fuentes                       | Declarado desierto                         | Declarado desierto                         |
| 2013 | Andrés Alcalde                                     | Silvia Urbina                              | Sonora Palacios                            | Declarado desierto                         | Declarado desierto                         |
| 2014 | Gabriel Brncic                                     | Pepe Fuentes                               | Panchito Cabrera                           | Carmen Troncoso                            | Chilevisión Música                         |
| 2015 | Verónica Villarroel                                | Silvia Infantas                            | Jorge González                             | Osiel Vega                                 | JCM Discográfica                           |
| 2016 | Luis Alberto Latorre                               | Nano Acevedo                               | Cecilia Pantoja                            | La Vitrola                                 | Quemasucabeza                              |
| 2017 | Luis Merino                                        | Jorge Yáñez                                | Quilapayún                                 | Kli Records                                | Álvaro Gallegos                            |
| 2018 | Hans Stein                                         | Pedro Messone                              | Christian Gálvez                           | Editorial Nacional                         | Corporación Fonográfica Autónoma           |
| 2019 | Declarado desierto en todas sus categorías         | Declarado desierto en todas sus categorías | Declarado desierto en todas sus categorías | Declarado desierto en todas sus categorías | Declarado desierto en todas sus categorías |
| 2020 | Guido Minoletti                                    | Elena Valdivia                             | Gloria Simonetti                           | Gonzalo Cuadra                             | Ricardo Gómez                              |
| 2021 | Cristina Gallardo-Domâs                            | Sergio Rodríguez                           | Eduardo Gatti                              | Juan Sebastián Cayo                        | Declarado desierto                         |
| 2022 | Edith Fischer                                      | Chabelita Fuentes                          | Mauricio Redolés                           | Freddy Chávez                              | Germán Torres                              |
| 2023 | Roberto Bravo                                      | Nano Bahamondes                            | Joe Vasconcellos                           | Gerardo Marcoleta                          | Declarado desierto                         |
| 2024 | Pablo Aranda                                       | Clarita Parra                              | Mazapán                                    | FC Ediciones                               | Cosas Buenas Producciones                  |